# 伊格拉拉雷亚尔
伊格拉拉雷亚尔，是西班牙埃斯特雷马杜拉巴达霍斯省的一个市镇。总面积126平方公里，总人口2495人（2001年），人口密度20人/平方公里。